# NGC 3547
NGC 3547 este o galaxie spirală situată în constelația Leul. A fost descoperită în 11 martie 1784 de către William Herschel. Se află la o distanță de 20,7 de megaparseci de Pământ.